# Балка Рошковата
Балка Рошковата — балка (річка) в Україні у Миколаївському й Баштанському районах Миколаївської області. Права притока річки Громоклії (басейн Чорного моря).

## Опис
Довжина балки приблизно 30,91 км, найкоротша відстань між витоком і гирлом —25,40  км, коефіцієнт звивистості річки — 1,22 . Формується декількома балками та загатами. На деяких ділянках балка пересихає.

## Розташування
Бере початок на північно-західній околиці села Ясна Поляна. Тече переважєно на південний схід через села Озерне, Бузьке та Дикий Хутір і у селі Катеринівка впадає у річку Громоклію, праву притоку річки Інгулу.

## Цікаві факти
- Біля села Суворівки балку перетинає автошлях Н14[3] (автомобільний шлях національного значення України. Проходить територією Кіровоградської та Миколаївської областей.).
- На балці існують газгольдери та газові свердловини[2].